# Relations entre l'Arménie et l'Espagne
Les relations entre l'Arménie et l'Espagne désignent les liens, échanges, confrontations, collaborations et rencontres, d’ordre économique, diplomatique, et culturel, qu’ont entretenus hier et entretiennent aujourd’hui l'Arménie et l'Espagne.
Des relations bilatérales existent entre l'Espagne et l'Arménie. L'Arménie en possède une ambassade à Madrid, tandis que l'Espagne en possède une, située à Moscou en Russie, et possède également un consulat à Erevan. 

## Histoire
Les premiers contacts entre l'Arménie et l'Espagne remontent à 1382 lorsque le roi Léon VI du Royaume Arménien de Cilicie arrive en Espagne afin de chercher de l'aide auprès du Roi d'Espagne Jean Ier de Castille dans l'objectif de regagner son Royaume. En Espagne, Léon VI reçoit le titre de Seigneur de Madrid et resta en Espagne jusqu'en 1390, date à laquelle le Roi Jean Ier de Castille meurt. À travers les siècles, beaucoup d'Arméniens fuient en Espagne à cause des guerres et instabilités dans leur région d'origine. 
Lors du génocide arménien en 1915, la plupart des Arméniens ne se sont pas réfugiés en Espagne, mais plutôt en France, ou encore en Argentine et en Uruguay, pays d'Amérique du Sud faisant autrefois partie intégrante de l'Empire Espagnol. Quelques mois après l'indépendance de l'Arménie, survenue dans un contexte de dissolution de l'Union soviétique, le 21 septembre 1991, l'Espagne et l'Arménie établissent officiellement leurs relations diplomatiques en mai 1992.
Bien que rares, les relations bilatérales qu'entretiennent l'Arménie et l'Espagne peuvent être considérées comme excellentes. Depuis l'indépendance de l'Arménie, près de 20 000 Arméniens ont immigrés en Espagne. En 2003, l'Espagne ouvre un consulat honoraires à Erevan. En août 2010, l'Arménie ouvre son ambassade à Madrid. Au cours des dernières années, cinq régions espagnoles ont reconnues le génocide Arménien (l'Aragon, les îles Baléares, le Pays-Basque, la Catalogne et Navarre). En 2010, un mémorial aux victimes du génocide arménien est érigé dans la région de Valence.